# Henri Mathias Berthelot
Henri Mathias Berthelot, francoski general, * 7. december 1861, † 28. januar 1931.